# Personnages de l'Ancienne République
Cet article présente les personnages de l'Ancienne République de l’univers de fiction Star Wars. L'Ancienne République est une période décrite dans les jeux vidéo Knights of the Old Republic, Knights of the Old Republic Remake, Knights of the Old Republic II - The Sith Lords et The Old Republic, les séries de comics Chevaliers de l'ancienne République, De l’ombre à la lumière et The Old Republic, ainsi que les romans Alliance fatale, Complots, Revan et Annihilation.

## Univers
À la suite du rachat de la société Lucasfilm par The Walt Disney Company, tous les éléments racontés dans les produits dérivés datant d'avant le 26 avril 2014 ont été déclarés comme étant en dehors du canon et ont alors été regroupés sous l’appellation « Star Wars Légendes ».
L'univers de Star Wars se déroule dans une galaxie servant de théâtre aux affrontements historiques entre les Chevaliers Jedi et les Seigneurs Sith, deux factions rivales de personnes sensibles à la Force, un champ énergétique mystérieux leur procurant des pouvoirs psychiques. Les Jedi maîtrisent le Côté lumineux de la Force, pouvoir bénéfique et défensif, pour maintenir la paix dans la galaxie. Les Sith utilisent le Côté obscur, pouvoir nuisible et destructeur, pour asservir la galaxie à leurs usages personnels.

## Personnages principaux

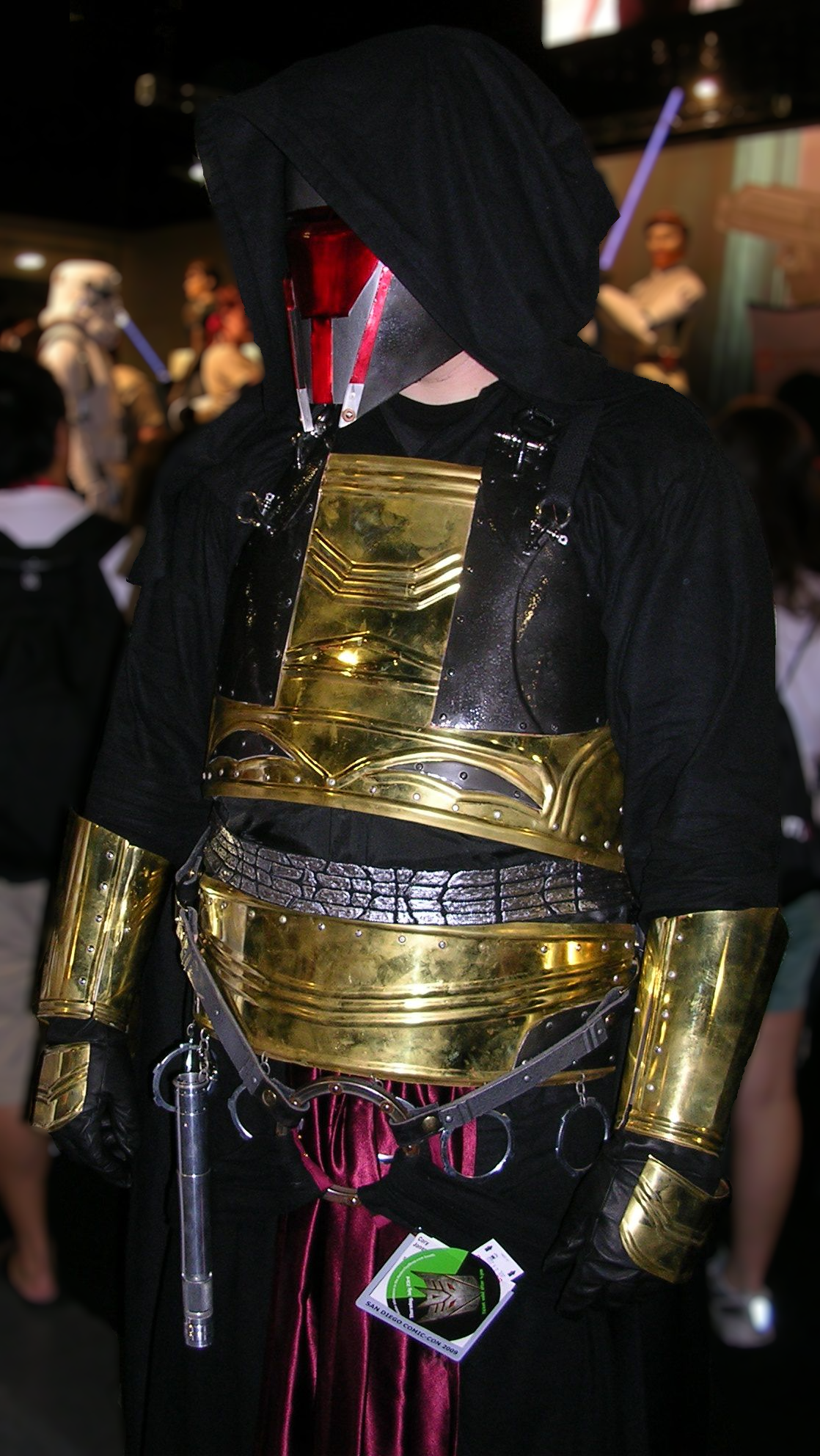
Cosplay de Revan.

Revan / Dark Revan
→ Doublage : Rino Romano (VO)
→ Apparitions : De l’ombre à la lumière, Chevaliers de l'ancienne République, Knights of the Old Republic, Knights of the Old Republic II - The Sith Lords, Revan, The Old Republic
→ Autre apparition : Les Héros de la galaxie
Il s'agit d'un humain dont l'origine est inconnue. Il a pris part aux Guerres mandaloriennes du côté des Jedi puis a basculé du Côté obscur de la Force. Il s'est alors mis en quête de la Forge stellaire, une antique arme de conquête, avec son ami de longue date et apprenti Sith, Dark Malak. Lorsqu'il la trouva, il se lança à la conquête de la galaxie; jusqu'au moment où il affronta un groupe d'assaut de l'ordre Jedi, confrontation au cours de laquelle Dark Malak le trahit et ouvrit le feu sur son vaisseau, le rendant inconscient et permettant sa capture par les Jedi. Lorsqu'il est capturé par des Jedi menés par Bastila Shan, sa personnalité est reprogrammée. Le « nouveau » Revan rejoint le Côté lumineux de la Force selon les canons officiels et défait son ancien apprenti lors de la bataille de la Forge stellaire. Il part ensuite vers les Régions inconnues de la Galaxie combattre une faction de Sith connue sous le nom de « Vrais Sith ».
Le visage canonique de Revan fut révélé dans le jeu The Old Republic, ainsi que la paire de sabres-laser qu'il arbora au combat : l'un rouge, l'autre violet.
Meetra Surik ou l'Exilée
→ Apparitions : Knights of the Old Republic II - The Sith Lords, Revan, The Old Republic
Il s'agit d'une humaine, une ancienne Jedi condamnée à l'exil par ses maîtres pour avoir participé aux Guerres mandaloriennes alors que cela leur avait été interdit. Elle meurt de la main du Seigneur Sith Scourge alors que le trio affrontait l'Empereur Vitiate dans le coeur de la capitale impériale, Dromund Kaas, en 3 950 av. BY.
Similairement à Revan, son apparence canonique ne fut confirmée qu cours du jeu The Old Republic, dans lequel elle est depuis longtemps décédée.
Satele Shan
→ Doublage : Jennifer Hale (VO)
→ Apparition : La Menace de la paix, Le Sang de l'Empire, Soleils perdus, Alliance fatale, Complots, The Old Republic
Il s'agit d'une humaine originaire de Brentaal IV. Elle est la fille de Tasiele Shan, elle-même descendante de Bastila Shan et de Revan. Héritant des aptitudes à la Force par ses ancêtres, elle fut admise dans l'Ordre Jedi et devint la Padawan du Maître Jedi Ngani Zho. Elle assista en 3 681 av. BY à la résurgence de l'Empire Sith et de la reprise par ceux-ci de Korriban, planète ancestrale des Sith, au cours de laquelle son Maître Kao Cen Darach fut vaincu par Dark Vindican et son illustre apprenti, Dark Malgus.
Elle fut la Jedi la plus puissante de son temps, et reçut à se titre la charge suprême de l'Ordre, la Grand-Maîtrise de l'Ordre, à la suite de sa redécouverte de Tython, la planète d'origine de l'Ordre.
Satele Shan est la troisième personnage de l'Histoire de la franchise à être canoniquement dotée d'un sabre-laser à deux lames, et la première de ceux-ci dotée d'un sabre bleu : Elle fut précédée par Dark Maul (1999) et sa propre ancêtre Bastila Shan (2002), qui portait quant à elle un sabre à deux lames jaune.

## Équipage de l’Ebon Hawk
Bao-Dur
→ Doublage : Roger Guenveur Smith (VO)
→ Apparition : Knights of the Old Republic II - The Sith Lords
Il s'agit d'un zabrak originaire d'Iridonia. Il a participé aux guerres mandaloriennes, notamment à la bataille de Malachor V aux côtés de Meetra Surik. Après la guerre, il participe au projet de restauration de Telos IV. Il y croise alors à nouveau la bannie Jedi qu'il accepte de rejoindre, et reçoit d'elle d'être à son tour formé aux arts Jedi.
Jolee Bindo
→ Doublage : Kevin Michael Richardson (VO)
→ Apparitions : Knights of the Old Republic, The Old Republic
→ Autre apparition : Les Héros de la galaxie
Il s'agit d'un humain qui a quitté l'ordre Jedi. Formé selon la voie des Jedi Consulaires, c'est un vétéran de la grande guerre des Sith contre Exar Kun. Exilé sur Kashyyyk depuis la fin de la Guerre, il rejoint Revan dans sa seconde quête de la Forge Stellaire, et essaie de lui transmettre sa sagesse en le mettant en garde contre le Côté obscur de la Force.
Brianna ou La Servante
→ Doublage : Grey Griffin (VO)
→ Apparition : Knights of the Old Republic II - The Sith Lords
Il s'agit d'une humaine de la race Echani originaire de la planète Echan. Fille du général Echani Yusanis et de la Jedi Arren Kae, Brianna perdit sa mère, puis son père des mains de Dark Revan.
Elle suivit la Maîtresse Jedi Atris et survit ainsi au conclave de Katarr. Seule membre de sa fratrie dotée de la sensibilité à la Force, Brianna cultiva ses dons en secret après avoir croisée Meetra Surik lorsque celle-ci visita le proto-temple Jedi sur Telos IV. Brianna échangea ses connaissances des arts Echani contre sa formation de Jedi (qu'elle avait pourtant promise à Atris de ne pas recevoir), et, des suites de la mort de Dark Traya, endossa le manteau d'Historienne des Jedi.
G0-T0 ou Goto
→ Doublage : Daran Norris (VO)
→ Apparition : Knights of the Old Republic II - The Sith Lords
Il s'agit d'un droïde-probe que Meetra Surik rencontre sur Nar Shaddaa au cours de sa quête des derniers Jedi ayant survécu au conclave de Katarr. Le droïde l'accompagnera jusque Malachor V, lieu ou la Jedi bannie affronta la meneuse du Triumvirat Sith Dark Traya. L'avenir du droïde après ces évènements, est incertain.
Hanharr
→ Apparition : Knights of the Old Republic II - The Sith Lords
Il s'agit d'un wookiee profondément ancré dans le côté obscur, quand bien même il n'est pas utilisateur de la Force. Sa propre puissance physique fait de lui un ennemi redoutable.
HK-47
→ Doublage : Kristoffer Tabori (VO)
→ Apparitions : Knights of the Old Republic, Knights of the Old Republic II - The Sith Lords, The Old Republic
→ Autre apparition : Les Héros de la galaxie
Il s'agit d'un droïde assassin construit par Dark Revan au cours de la Guerre civile des Jedi. Mis au point afin d'éliminer certains ennemis du seigneur Sith le droïde est ainsi à l'origine de l'assassinat de plusieurs sénateurs et chevaliers Jedi. À la suite de la chute de son Maître, il se retrouva mis en vente dans une boutique de droïdes sur Tatooine. C'est sur cette planète que Revan le retrouve et le rachète lors de sa quête de la Forge Stellaire, en vue de communiquer avec les Hommes des sables. Après la bataille de la Forge Stellaire, HK-47 est laissé à l'abandon à bord de l’Ebon Hawk, avant d'être retrouvé puis réactivé par Meetra Surik, qu'il suivra à son tour.
Juhani
→ Doublage : Courtenay Taylor (VO), Caroline Pascal (VF)
→ Apparitions : Knights of the Old Republic, The Old Republic
→ Autre apparition : Les Héros de la galaxie
Jeune Cathar originaire du monde éponyme, Juhani dut quitter son monde à la suite de la destruction de la planète lors des Guerres mandaloriennes. S'étant réfugiée avec ses parents sur Taris, une oecuménopole de l'Empire des Sith, la féline apprit très vite à endurer la pénible existence réservée aux aliens par le reste de la population, composée majoritairement d'humains profondément xénophobes. Ses parents moururent alors qu'elle était encore jeune, et elle fut réduite en esclavage par l'Échange, une organisation criminelle. Songeant notamment aux Jedi qui s'étaient battus pour défendre Cathar, elle finit par être obnubilée par leur vaillance et leur courage. Elle est finalement libérée par le chevalier Jedi Revan, avant que celui-ci ne bascule du Côté obscur, et parvint à s'envoler pour l'académie de Dantooine. Elle y suivit la formation des Jedi Gardiens sous la direction de maître Quatra, lequel demeura néanmoins sceptique, eu égard à la tendance de sa padawan à se laisser guider par ses émotions. Au cours d'un entraînement, Juhani blesse grièvement son Maître et, croyant l'avoir tué, bascule dans le Côté obscur. Elle ne doit sa rédemption qu'à l'intervention de Revan, qui la rassure et la convainc de retourner auprès du Conseil. Par la suite, celle-ci rejoint Revan dans sa quête, se révélant être une alliée fidèle.
Dans sa quête de rédemption, Juhani avoue son admiration à Revan.
Kreia / Dark Traya
→ Doublage : Sara Kestelman (VO)
→ Apparition : Knights of the Old Republic II - The Sith Lords
→ Autre apparition : Les Héros de la galaxie
Il s'agit d'une énigmatique maître Jedi de race humaine, aveugle, qui réveilla Meetra Surik sur Peragus grâce à la Force et se joignit à elle sert visiblement de celle-ci pour arriver à un objectif qui lui restera caché jusqu'à la fin. Elle sauvera l’Exilée en s'échappant du vaisseau de la République alors attaqué par les Sith.
Le passé de Kreia, tout comme sa véritable identité, est très mystérieux, toutefois, elle reconnait d'avoir goûté au Côté Obscur comme au Côté Lumineux, et qu'elle a enseigné à Revan sa vision des choses, ce qui se révéla probablement une des causes de la chute de celui-ci dans le côté obscur. Elle quitte ensuite Malachor V pour errer dans la galaxie, à la recherche de celui qui selon elle sera l'Élu. Kreia croit que cet Élu est Meetra Surik et, à ce titre, manipulera les ennemis et les alliés de celle-ci pour atteindre ses objectifs.Une fois l'objectif en cours de l'exilée atteint, à savoir la réunion sur Dantooine des derniers Jedi survivants du conclave de Katarr, Kreia révèle sa vraie nature en les tuant tous, notamment Vrook Lamar. Elle révélera alors être Dark Traya, la meneuse du Triumvirat Sith qu'elle constitue avec ses deux apprentis Dark Sion et Dark Nihilus. Par la suite, elle retournera sur Malachor V, lieu sous l'emprise du côté obscur, et se fera tuer par l'Exilée, juste après lui avoir avoué qu'elle l'utilisait dans le but de faire périr la Force.

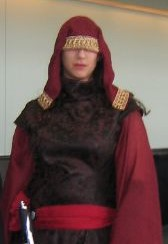
Cosplay de Visas Marr.

Visas Marr
→ Doublage : Kelly Hu (VO)
→ Apparition : Knights of the Old Republic II - The Sith Lords
→ Autre apparition : Les Héros de la galaxie
Il s'agit d'une miraluka dont la planète d'origine, Katarr, a été ravagée par Dark Nihilus. Celui-ci a fait d'elle son esclave jusqu'à sa rencontre avec Meetra Surik, qui la libèrera de son lien puis la formera aux arts Jedi.
L'arme canonique de la Miraluka n'est pas connue.
Mical / Disciple
→ Doublage : Greg Ellis (VO)
→ Apparition : Knights of the Old Republic II - The Sith Lords
Il s'agit d'un humain érudit qui, au cours des guerres mandaloriennes, a servi aux côtés de Revan et de l'exilée dans les rangs de la République. Il retrouvera l'exilée dans les bas-fonds de l'Enclave Jedi de Dantooine, à qui il avouera son amour. Elle le formera aux arts Jedi, et son érudition fait de Mical le premier Jedi Consulaire après le Triumvirat.
Mira
→ Doublage : Emily Berry (VO)
→ Apparition : Knights of the Old Republic II - The Sith Lords
Il s'agit d'une humaine mandalorienne, qui officie comme chasseuse de primes. Elle rencontre Meetra Surik sur Nar Shaddaa, et la rejoint après un combat contre le wookie Hanharr. Après une courte initiation par l'exilée, Mira découvre la Force et est à son tour formée aux arts Jedi.
Carth Onasi
→ Doublage : Raphael Sbarge (VO), Tony Joudrier (VF)
→ Apparitions : Chevaliers de l'ancienne République, Knights of the Old Republic, Knights of the Old Republic II - The Sith Lords, The Old Republic
→ Autre apparition : Les Héros de la galaxie
Humain originaire de Telos IV, Carth Onasi s'enrôla au sein de la flotte de la République peu avant le début des Guerres mandaloriennes. Ses exceptionnelles aptitudes au combat lui permirent d'être repéré par ses supérieurs, notamment le vice-amiral Saul Karath, qui le prit sous son aile. Après la guerre, une grande partie de la flotte rejoignit Revan. Carth Onasi ne faisait pas partie des officiers qui avait suivi le Jedi déchu, à l'inverse de son mentor, Saul Karath. Celui-ci ordonna le bombardement de Telos IV, tuant la femme et le fils de Carth, ce qui affecta profondément celui-ci. Ne faisant plus confiance à personne, il décida de tout faire pour le tuer et se venger. Avec l'aide de ses compagnons, il parvint à l'éliminer sur le pont du Léviathan, le vaisseau-amiral de Dark Malak. Après la bataille de la Forge Stellaire, il est nommé amiral de la République.
Canderous Ordo / Mandalore
→ Doublage : John Cygan (VO), Hervé Caradec (VF)
→ Apparitions : Knights of the Old Republic, Knights of the Old Republic II - The Sith Lords, Revan, The Old Republic
→ Autre apparition : Les Héros de la galaxie
Humain et d'un guerrier mandalorien, Canderous Ordo prit part aux Guerres mandaloriennes dans le camp adverse. Une fois les Guerres terminées, il se reconvertit en mercenaire sur la planète Taris aux côtés du seigneur du crime Davik Kang. Décidé à quitter la planète soumise à un blocus de la flotte Sith, il s'allie à Revan afin de s'emparer du vaisseau de son propre employeur, avant d'accepter de se joindre à lui dans son voyage. Reconnaissant en lui des qualités dignes d'un Mandalorien, il choisit de suivre Revan partout où il irait.
Après la bataille de la Forge stellaire, Il décida d'unifier les quelques clans mandaloriens restants, dispersés dans la Galaxie et privés de chef depuis la mort de Mandalore l'Ultime lors de la Bataille de Malachor V. Se proclamant nouveau Mandalore, il parvint à rassembler une poignée de guerriers sur Dxun, une lune d'Ondéron. C'est en sa base de Dxun qu'il rencontrera l'exilée.
Atton Rand
→ Doublage : Nicky Katt (VO)
→ Apparition : Knights of the Old Republic II - The Sith Lords
Il s'agit d'un humain, ancien pilote au passé obscur, il est un temps loyal à Dark Revan durant les Guerres mandaloriennes. Lorsque ce dernier sombra complètement du côté Obscur, Atton déserta, mais il resta suffisamment de temps à son service pour avoir été l'auteur de nombreux crimes contre les Chevaliers Jedi. Il rencontrera Meetra Surik sur Péragus, et après un temps est formé aux arts Jedi par celle-ci.
Bastila Shan
→ Doublage : Jennifer Hale (VO), Véronique Desmadryl (VF)
→ Apparitions : De l’ombre à la lumière, Knights of the Old Republic, Knights of the Old Republic II - The Sith Lords, Revan, The Old Republic
→ Autre apparition : Les Héros de la galaxie
Jedi humaine originaire de Talravin, Bastila est padawan qui possède un talent rare de la Force : la méditation de combat. Grâce à ce pouvoir, elle peut influer sur le cours d'une bataille en devinant les mouvements des troupes ennemies et en influençant l'esprit des combattants, lui permettant de redonner courage et endurance aux alliés et faire flancher le moral et la combativité de l'adversaire.
Elle a grandi entourée d'un père qu'elle adorait et d'une mère, Helena, qu'elle méprisait. En effet, celle-ci avait passé plusieurs années à dilapider la fortune de son mari au cours d'interminables chasses au trésor, avant de confier sa fille à l'ordre Jedi. Les Guerres mandaloriennes éclatèrent alors qu'elle n'avait pas encore atteint le rang de Chevalier. Écoutant les avis du Conseil, elle refusa de rejoindre les rangs de ceux qui souhaitèrent engager le combat au côté des armées de la République contre les Mandaloriens. Prenant part à l'assaut contre Dark Revan, elle récupère le Jedi déchu et le conduit auprès du conseil, qui prend la décision de lui effacer la mémoire. L'homme est ensuite confié à l'armée de la république, et par un cheminement tracé revient devant le conseil des Jedi, qui le place sous la houlette de Bastila.
Capturée par Dark Malak lors de la recherche de la Forge stellaire, elle est torturée et rejoint le Côté obscur de la Force. Elle confronte le joueur qui lui déclare alors son amour, lui permettant de rejoindre le Côté lumineux.
Bastila Shan est le premier personnage de l'Univers Étendu à être canoniquement doté d'un sabre-laser à deux lames, après Dark Maul dans la Menace Fantôme deux ans plus tôt.
T3-M4
→ Apparitions : Knights of the Old Republic, Knights of the Old Republic II - The Sith Lords, Revan
→ Autre apparition : Les Héros de la galaxie
Il s'agit d'un droïde astromécano qui figure au catalogue d'une boutique de robots détenue par Janice Vall sur Taris, laquelle se lamentait de ne pas parvenir à vendre ce petit droïde. Il est acheté par le criminel Davik Kang pour lui servir de hacker, mais Revan parvint à le récupérer sur conseil de Canderous Ordo. T3-M4 était en effet indispensable afin de pénétrer à l'intérieur d'une base Sith renfermant les codes de lancement qui permettraient au groupe de quitter la planète, soumise à un blocus orbital, sans se faire réduire en poussière par les canons automatisés de la flotte Sith. Après la fuite de Taris, le droïde rejoint l'équipage de l’Ebon Hawk et l'accompagne dans la recherche des cartes stellaires.
T3 semble n'avoir aucun souvenir de ses aventures avec Revan dans le premier épisode, cependant, il est possible de lui rendre partiellement la mémoire en le bidouillant et il est également possible d'améliorer ses capacités de la même façon. T3 peut fournir gratuitement des programmes d'intrusion et, grande nouveauté par rapport au précédent épisode, il fait office d'établi ambulant en pouvant améliorer armes et armures à la demande du joueur. Il connaît une fin horrible sur Dromund Kaas : En venant porter secours à Revan, il se fait désintégrer par l'empereur Sith Vitiate.

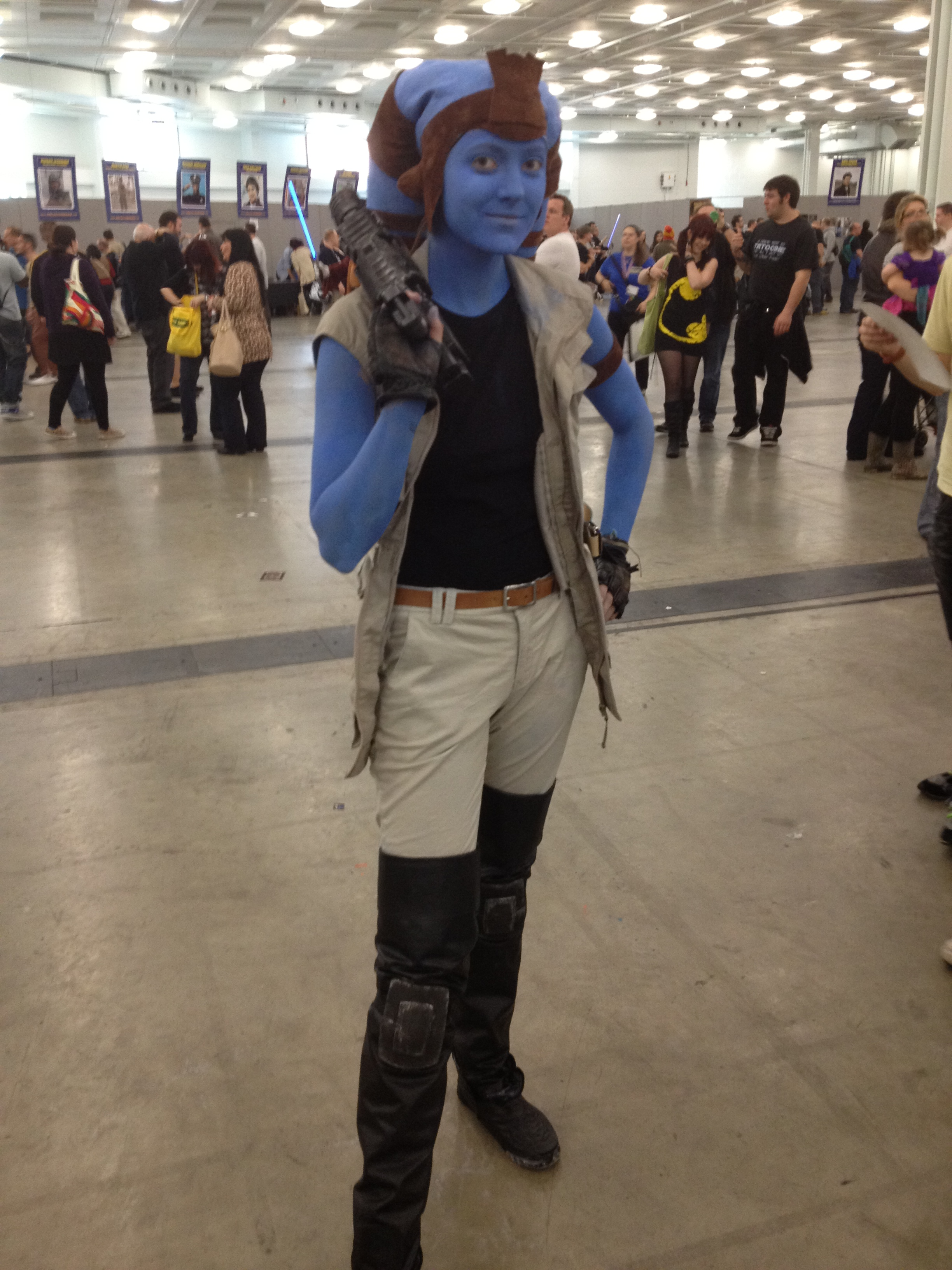
Cosplay de Mission Vao.

Mission Vao
→ Doublage : Catherine Taber (VO), Karine Foviau (VF)
→ Apparition : Knights of the Old Republic, The Old Republic
→ Autre apparition : Les Héros de la galaxie
Jeune twi'lek originaire de Taris qui a grandi avec son frère Griff, un arnaqueur et un joueur compulsif. Celui-ci abandonna un jour sa sœur à son sort dans le but de mener une vie meilleure sur une autre planète. Contrainte de se débrouiller seule, Mission apprit rapidement à vivre dans la Ville Basse parmi les autres aliens. Malgré son jeune âge, elle n'hésite pas à s'aventurer dans les Bas fonds de la planète, infestés de créatures dangereuses. À la différence de la plupart des autres twi'lek, elle use du langage commun. Au cours d'une altercation avec les vulkars noirs, un gang de Taris, elle fait la connaissance d'un wookiee nommé Zaalbar et se lie immédiatement d'amitié avec lui. Elle rencontre Revan alors que Zaalbar est capturé par des gamoréens, implorant au Jedi de l'aide pour le délivrer. Après le sauvetage de son ami, elle rejoint le groupe de Revan et l'accompagne.
 Zaalbar
→ Apparition : Knights of the Old Republic, The Old Republic
→ Autre apparition : Les Héros de la galaxie
Il s'agit d'un wookiee originaire de Kashyyyk. Fils du chef wookiee Freyyr, il est confronté au contrôle planétaire par la Corporation de la Czerka qui réduit les habitants en esclavage. Son frère Chuundar pactise avec l'entreprise, ce qui pousse Zaalbar à tenter de mettre fin à ses agissements. Tentative qui échoue et occasionne le bannissement de Zaalbar de sa planète natale. Il arrive sur Taris et se lie d'amitié avec une jeune twi'lek nommée Mission Vao. Capturé par des esclavagistes Gamorréens, il ne doit son salut qu'à l'intervention de Revan et de Carth Onasi. Conscient que les deux hommes lui ont sauvé la vie, il prête serment de l'accompagner dans son périple, quels qu'en soient les dangers. Au cours de leur venue sur Kashyyyk, les aventuriers se rendent auprès de la tribu de Freyyr. Zaalbar confronte une nouvelle fois son frère, et parvient à le tuer. Le groupe réussit également à mettre un terme aux agissements de la Czerka.

## Sith
Dark Bandon
→ Doublage : Neil Kaplan (VO)
→ Apparition : Knights of the Old Republic, The Old Republic
Jedi humain en lequel la Force coule, il n'accepte cependant pas ce que le code Jedi lui demande ou interdit de faire. Les enseignements des instructeurs lui paraissent inefficaces face aux nécessités des Guerres mandaloriennes. Estimant que les Sith sont les plus efficients pour lutter contre les Mandaloriens, il quitte son ancien Maître pour rejoindre l'Académie Sith de Korriban.
Les enseignements Sith l'ont séduit, obtenant la dévotion de celui-ci aux enseignements du Côté obscur. Devenant très puissant, il s'élève au-dessus des autres étudiants de l'Académie Sith, au point que le Sith Dark Malak vient en personne à l'Académie pour le rencontrer. Il fait de Dark Bandon son apprenti et lui confie ses missions les plus délicates, notamment les assassinats.
Il mène personnellement l'assaut sur l’Endar Spire et y tue Trask Ulgo, puis Dark Malak l'envoie à la recherche de Bastila Shan et de son compagnon padawan. Il les retrouve et les combat sur Manaan mais perd le duel et la vie.
Dark Malak ou Alek Squinquargesimus
→ Doublage : Rafael Ferrer (VO), Constantin Pappas (VF)
→ Apparitions : De l’ombre à la lumière, Chevaliers de l'ancienne République,Knights of the Old Republic, Knights of the Old Republic II - The Sith Lords, Revan, The Old Republic
→ Autre apparition : Les Héros de la galaxie
Il s'agit d'un humain originaire de Quelii. Durant les Guerres mandaloriennes, il combat aux côtés de Revan, qui bascule du Côté obscur de la Force. Alek le rejoint et devient son apprenti. Il prend le nom de Dark Malak et l'accompagne dans sa quête de la Forge stellaire. Lors de la capture de Dark Revan par les Jedi menés par Bastila Shan, il trahit son Maître et en profite pour prendre la tête de l'armada Sith, et poursuit la quête de la Forge. Il est tué sur celle-ci par Revan, dont la personnalité avait été reprogrammée par les Jedi.
Dark Malgus ou Veradun
→ Doublage : Jamie Glover (VO)
→ Apparition : Complots, The Old Republic
Il s'agit d'un humain originaire de Dromund Kaas. Il gravit progressivement les échelons de l'Empire Sith. Il est connu pour sa grande maîtrise de la Force, ses talents de diplomate mais aussi et surtout, de chef de guerre.
Il prit part à la prise de Korriban en compagnie de son maître Dark Vindican, en affrontant le Maître Jedi Kao Cen Darach et son apprentie, Satele Shan.
Après la signature du Traité de Coruscant, qui a officiellement mis fin à la guerre, Malgus prend ses distances avec les complots Sith visant à devenir membre du Conseil Noir. Au lieu de cela, Malgus dirige les forces impériales dans les Régions Inconnues, en élargissant l'Empire dans les territoires largement inexplorés.
Après la mort présumée de l'Empereur Sith sur Dromund Kaas, Dark Arho envahit Ilum en guise de représailles. Mais ses efforts sont brisés par Dark Malgus qui aide la République, dans l'unique but de voir son rival échouer. Il sert également en tant que conseiller militaire du Conseil Noir, tentant d'obtenir des cristaux Adegan pour créer une armada furtive. Il plaide pour la nécessité d'alliances étrangères et de réformes dans l'Empire, des idéaux rejetés par le traditionaliste Grand Moff Regus Ilyan. Une fois les cristaux obtenus, il prononce un discours annonçant un nouvel empire et se déclare le nouvel empereur, libre des querelles du Conseil Noir. Dans un message à l'Empire, il déserte et il explique qu'il utilise la puissance de la Fonderie pour créer une armée droïde, comme Revan des années auparavant. Il envoie son allié, Dark Serevin, sur Ilum pour terminer l'invasion commencée par Dark Arho. Mais Serevin est défait et la République comme l'Empire obtiennent les coordonnées de la station spatiale furtive où Malgus coordonne ses troupes. Dark Malgus est vaincu et son nouvel empire détruit.

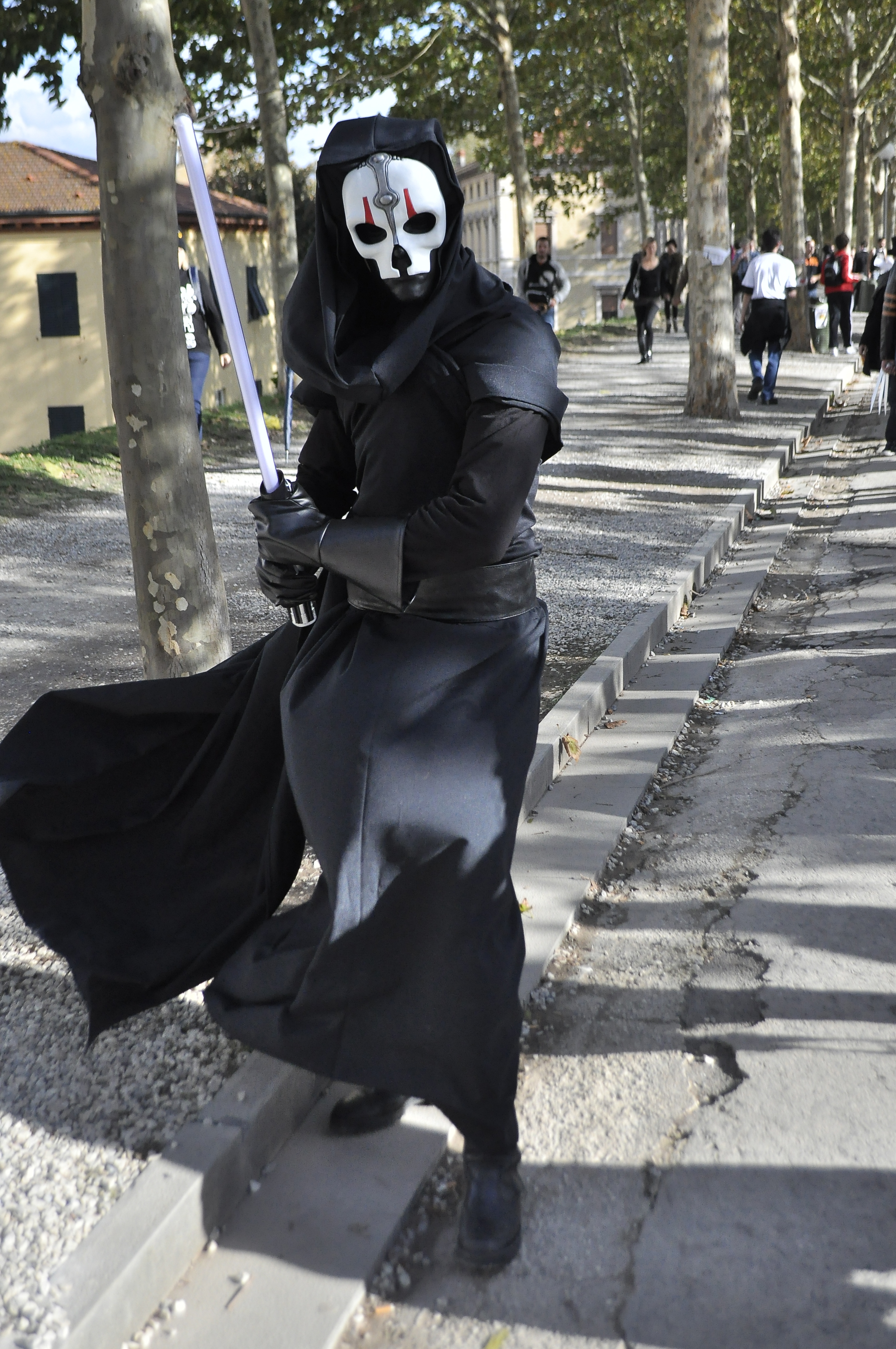
Cosplay de Dark Nihilus.

Dark Nihilus
→ Apparition : Knights of the Old Republic II - The Sith Lords
→ Autre apparition : Les Héros de la galaxie
Il s'agit d'un humain.
Dark Sion
→ Doublage : Louis Mellis (VO)
→ Apparition : Knights of the Old Republic II - The Sith Lords
→ Autre apparition : Les Héros de la galaxie
Il s'agit d'un humain. Autre disciple de Dark Traya, il complète le Triumvirat Sith qui a dévasté l'ordre Jedi à son époque, avec Dark Traya et Dark Nihilus. Sur la planète Korriban il provoque Meetra Surik en combat au sabre laser. Elle est sur le point de le vaincre mais celle-ci s'enfuit lorsqu'elle entend Kreia, restée à bord de l'Ebon Hawk qui par la Force la somme de quitter l'Académie Sith.
Sion est presque invincible. En tant que "Seigneur de la Douleur" et étant déjà mort, il se régénère grâce au côté obscur qu'une planète comme Korriban possède qui maintient Sion en vie.
Il est tué lors d'un second duel au sabre-laser par l'Exilée à l'Académie de Trayus sur Malachor V. Pour le vaincre, Meetra Surik le convainc que Traya ne fait que se servir de lui et qu'il n'a aucun intérêt à la protéger. Avant de mourir, il donne des conseils à Surik pour vaincre Dark Traya.

## Antagonistes
Amiral Saul Karath
→ Doublage : Robin Sachs (VO)
→ Apparition : Chevaliers de l'ancienne République, Knights of the Old Republic
Humain originaire de Corellia, Karath commande le Léviathan, le vaisseau amiral de la Flotte Sith. Sur ordre de Dark Malak, il déclenche le bombardement de Taris afin d'empêcher la Jedi Bastila Shan et son padawan de quitter la planète alors sous blocus. Objectif complètement échoué, puisque les seules personnes ayant fui la planète avant sa destruction orbitale sont justement Bastila Shan, son apprenti et leur équipage de fortune ; et tuant ainsi de très nombreux civils innocents tout en privant l'Empire Sith d'une ressource stratégique.
Aîné de cinq enfants, Saul Karath remplace son père, Craddock Karath, un ouvrier souvent absent du domicile familial auprès de ses frères et sœurs. Son père participe à la Grande guerre des Sith dans les forces républicaines face à Exar Kun. Saul Karath intègre l'académie navale. Devenu vice-amiral, il repère les talents d'un jeune soldat, Carth Onasi, qui sert avec lui sur le Courageous.
Saul Karath se range finalement du côté des Sith, trahissant son camp et prend le commandement du Léviathan et de toute la Flotte Sith. Après avoir rallié la flotte de Dark Revan, il ordonne le bombardement de la planète Telos IV. Carth Onasi n'a alors plus qu'une idée en tête : tuer son ancien mentor, qu'il juge coupable de la mort de sa femme et son fils. L'amiral Karath meurt sur le pont de son propre vaisseau, tué par son ancien disciple.
Calo Nord
→ Doublage : Lloyd Sherr (VO)
→ Apparition : Knights of the Old Republic
→ Autre apparition : Les Héros de la galaxie
Il s'agit d'un humain. Dans son enfance, il est vendu comme esclave par ses parents. À seize ans, il massacre les esclavagistes, retrouve ses parents et les tue. Sa tête est alors mise à prix. Poursuivi par les chasseurs de primes, il apprend leurs méthodes et tue tous ceux qui le poursuivent. Il vend par la suite ses services de mercenaire au plus offrant. La République galactique le recrute même pour des opérations spéciales dans le noyau.
Il travaille par la suite pour Davik Kang, seigneur du crime de Taris et membre de l'Échange, une organisation criminelle. Il lui fournit notamment des crânes de rancor pour la décoration de ses appartements. Quand Canderous Ordo et son équipe tente de voler l’Ebon Hawk à Davik Kang pour s'échapper de Taris alors sous l'emprise d'un blocus Sith, ils les affrontent mais sont vaincus est laissé pour mort. Il parvient finalement à survivre au bombardement de Taris par Dark Malak, sans que cela ne soit expliqué.
L'amiral Karath le mène auprès du seigneur Sith pour témoigner de la fuite de Bastila Shan. Dark Malak l'engage alors pour la capturer, elle et son compagnon. Ils tentent de les capturer sur Tatooine avec des mercenaires mais Nord est tué dans le combat.